# 이즈미정 (후쿠시마현)
이즈미정(泉町)은 후쿠시마현 이와키군에 속했던 촌이다. 1954년, 인접한 정촌과 합병에 의해 이와키시(磐城市)가 신설되고 폐지되었다.

## 역사
- 1889년 4월 1일 - 정촌제 시행에 수반해 6개 촌이 합병해 이즈미촌이 성립하였다.
- 1896년 4월 1일 - 기쿠타군이 이와사키군, 이와키군과 통합해, 이와사키군이 되었다.
- 1953년 4월 1일 - 이즈미촌이 정으로 승격, 이즈미정이 되었다
- 1954년 3월 31일 - 이즈미정 및 이와사키군의 오나하마정, 에나정, 와타나베촌 등 4개 정·촌이 합병하여 이와키시가 신설되고, 이즈미정 등은 폐지되었다.